# Gaëlle Hersent
Gaëlle Hersent est une dessinatrice de bande dessinée et illustratrice française née le 25 juillet 1984.

## Biographie
Gaëlle Hersent passe un baccaularéat littéraire option arts plastiques puis elle intègre l'École européenne supérieure de l'image d'Angoulême, puis elle étudie à l'École des métiers du cinéma d'animation. Dans le cadre de l'atelier Frou Frou, à L'Houmeau, elle réalise avec Claudia Delahaye en 2008 une exposition de dessins consacrés à la Guyane avec la participation de l'association Carnets du Sud. Ce voyage en Guyane donne aussi lieu à un film d'animation sur le thème de la forêt avec les enfants de la classe de l'école de Cacao.
Hersent s'associe à Aurélie Bévière et Jean-David Morvan qui écrivent le scénario de Sauvage : biographie de Marie-Angélique le Blanc : 1712-1775, d'après l'œuvre de Serge Aroles (Delcourt, 2015). L'ouvrage a requis deux ans et demi de travail pour la dessinatrice.
En 2016, sur un scénario de Claude Carré, elle livre le dessin du roman policier Les enfants du labyrinthe. 
Elle participe ensuite à la série Dans les cuisines de l'Histoire pour un album sur la table du Roi-Soleil, scénarisé par Rutile (Le Lombard, 2017). En 2019, sur un scénario d'Hubert, elle livre le premier volume du Boiseleur : Les Mains d'Ilian (Soleil).
En parallèle, elle participe au livre collectif Axolot, Histoires extraordinaires & sources d'étonnement.

## Œuvres
Sauf mention contraire, Gaëlle Hersent est dessinatrice.

### Illustration
- Dis-moi en qui tu crois, textes de Gaëlle Tertrais, Mame, coll. « La foi chrétienne expliquée aux enfants », 2013  (ISBN 978-2-7289-1747-1) (BNF 43706364)
- La patrouille des oies, textes de Viviane Faudi-Khourdifi, Talents hauts, 2014  (ISBN 978-2-36266-105-1) (BNF 43845684)
- Les enfants du labyrinthe, texte de Claude Carré, Auzou, , coll. « Pas de géant », 2015  (ISBN 978-2-7338-3402-2) (BNF 45096178)

### Bande dessinée
- Sauvage : biographie de Marie-Angélique Le Blanc : 1712-1775, d'après l'ouvrage de Serge Aroles ; scénario, Aurélie Bévière et Jean-David Morvan, Delcourt, coll. Mirages, 2015  (ISBN 978-2-7560-3551-2) (BNF 44261572)
- Dans les cuisines de l'Histoire, vol. 2 : À la table du Roi-Soleil, scénario de Rutile, Le Lombard, 2017  (ISBN 978-2-8036-3744-7) (BNF 45276516)
- Le Boiseleur, tome 1 : Les Mains d'Ilian, scénario d'Hubert, Soleil, coll. Métamorphose  (ISBN 978-2-302-07778-2) (BNF 45827969)
- Le Boiseleur, tome 2 : L'esprit d'atelier, scénario d'Hubert, Soleil, coll. Métamorphose
- Calamity Jane, scénario de Marie Bardiaux-Vaïente, conseiller historique Farid Ameur, Glénat/Fayard, coll. « La Veritable Histoire Du Far-west », 2024  (ISBN 9782344059760).